# Arthur Nieuwenhuijs
Arthur Alexander Nieuwenhuijs (Amsterdam, 22 december 1960) is een Nederlands kunstenaar, werkzaam als collagist en fotograaf.

## Opleiding
Arthur Nieuwenhuijs werd geboren in Amsterdam als zoon van Jan Nieuwenhuys. Hij studeerde fotografie aan de Rietveld Academie en grafiek aan de Rijksakademie in Amsterdam. Daarnaast studeerde hij bij het Christian Boltanski aan de École nationale supérieure des beaux-arts te Parijs.
Hij was een van de oprichters in 1991 van het International Art Network Europe (I.A.N.E.). Een klein experimenteel computernetwerk tussen kunstenaars in Europa. Ook was hij omstreeks 1992 actief bij het opzetten van Art on the Net een initiatief van kunstenaars in San Francisco om iedereen die zich maar een beetje kunstenaar voelt online te zetten.

## Over zijn werk
Nieuwenhuijs' vrije werken worden uitgebracht onder de naam Bibliotheque Bajazzo en zijn online te bekijken. Nieuwenhuijs maakt zich sterk voor het direct delen van ideeën en werken via een online gemeenschap. In 1989 verzon hij een nieuwe stroming in de fotografie die hij de naam 'La Photographie Egoiste' gaf en die hij zelf ziet als tegenhanger van het toentertijd sterk opkomende 'meisjes zelf fotografie'. Deze stroming kreeg bijval van de kunstenaar/dichter F. Starik die samen met Nieuwenhuijs een tentoonstelling organiseerde over deze stroming.
Mere recentelijk werkt Nieuwenhuijs freelance in Frankrijk aan verschillende multimedia-opdrachten.